# Chelonoidis donfaustoi

Поширення виду Chelonoidis donfaustoi

Chelonoidis donfaustoi — вид гігантських черепах, які живуть на острові Санта-Крус, що входить до Галапагоського архіпелагу. До 2015 року Chelonoidis donfaustoi вважалися частиною виду Chelonoidis porter. Chelonoidis donfaustoi є п'ятнадцятим видом черепах, відкритим на островах; чотири із цих видів є вимерлими. Останній раз відкриття нового виду галапагоських черепах відбулося понад століття тому.

## Класифікація
2015 року популяцію Cerro Fatal[а] виду C. porteri острова Санта-Круз було перекласифіковано як новий вид Chelonoidis donfaustoi, зважаючи на генетичні та морфологічні дані. Проведений генетичний аналіз мікросателітної ДНК та мітохондріальної ДНК для вирізнення черепах різних популяції і порівняння їх з голотипом (представником C. porteri, по якому описаний вид). Генетично Chelonoidis donfaustoi відрізняється від інших черепах частотою алельних варіантів у 12 мікросателітних локусах, що дозволило виділити генетично відмінний кластер. Аналіз гаплотипів мтДНК черепах дозволив вирізнити дві різні гаплогрупи острова. Чотири гаплотипи належать виключно Chelonoidis donfaustoi, які відрізняють новий вид від популяції Reserva виду C. porteri з того самого острова Санта-Крус та від сестринського таксона C. chathamensis з острова Сан-Кристобаль. Перекласифікація зменшила ареал Chelonoidis porteri до західної та південно-західної частин острова. Одночасно вона визначила ареалом C. donfaustoi східну частину острова Санта-Крус. Популяція цього виду налічує приблизно 250 тварин та населяють площу приблизно 40 км2. Вид отримав дескриптор donfaustoi на честь Фаусто Льєрени Санчеса (ісп. Fausto Llerena Sánchez), який 43 роки присвятив збереженню гігантських черепах у Галапагоському національному парку. «Дон Фаусто» (ісп. Don Fausto) був головним доглядачем за черепахами під загрозою вимирання у неволі. Зокрема він доглядав Самотнього Джорджа.

## Вигляд
Хоча за зовнішніми ознаками вони схожі на інших галапагоських черепах, Chelonoidis donfaustoi можна відрізнити за розміром та формою панцира. Також, на відміну від Chelonoidis donfaustoi, деякі галапагоські черепахи є більші, мають вищий передній отвір панцира.

## Виноски
1. 1 2 3 4 5 6 7 8 9  Poulakakis, Nikos; Edwards, Danielle L.; Chiari, Ylenia; Garrick, Ryan C.; Russello, Michael A.; Benavides, Edgar; Watkins-Colwell, Gregory J.; Glaberman, Scott; Tapia, Washington; Gibbs, James P.; Cayot, Linda J.; Caccone, Adalgisa (2015). Description of a new Galapagos giant tortoise species (Chelonoidis; Testudines: Testudinidae) from Cerro Fatal on Santa Cruz island. PLOS ONE. 10 (10): e0138779. doi:10.1371/journal.pone.0138779.{{cite journal}}:  Обслуговування CS1: Сторінки із непозначеним DOI з безкоштовним доступом (посилання)
2. ↑  Rachel Feltman (22 жовтня 2015). A new species of giant tortoise was just discovered in the Galapagos. The Washington Post. Архів оригіналу за 13 квітня 2016. Процитовано 23 жовтня 2015.
3. ↑  New species of giant tortoise discovered in Galapagos. BBC News. BBC. Архів оригіналу за 3 листопада 2015. Процитовано 26 жовтня 2015.
4. ↑  Feltman, Rachel. New species of giant tortoise discovered in Galapagos. The Sydney Morning Herald. Fairfax Media Network. Архів оригіналу за 26 листопада 2015. Процитовано 26 жовтня 2015.
5. ↑  Meet the tortoises. Galapagos Tortoise Movement Ecology Programme (англ.) . gianttortoise.org. Архів оригіналу за 16 січня 2016. [Архівовано 2016-01-16 у Wayback Machine.]